# Ali Baba y los Cuarenta Ladrones (telefilme)
Ali Baba y los Cuarenta Ladrones es un telefilme francés de dos partes realizadas por Pierre Aknine emitido en 2007. Se trata de una adaptación del cuento del mismo nombre de las Mil y Unas Noches.

## Sinopsis
En el año 800, Ali Baba, un pobre leñador de Arabia, descubre el secreto de los cuarenta ladrones, que aterroriza su región: la caverna mágica en la cual esconden el botín de sus vuelos. Cuando entra, divisa riquezas fabulosas, que podrían sacarlo de su condición.

## Ficha técnica
- Realización: Pierre Aknine
- Guion: Michel Delgado
- Música: Christophe La Pinta, Claude-Michel Rome
- Duración: 180 minutos
- Fechas de primera difusión: 
  - Primera parte: 13 de octubre 2007 sobre la RTBF, 29 de octubre 2007 sobre TF1
  - Segunda parte: 20 de octubre 2007 sobre la RTBF, 30 de octubre 2007 sobre TF1[2]

## Distribución
| - Gérard Jugnot: Ali Baba - Michèle Bernier: Yasmina - Saïda Jawad: Ouria - Jean Benguigui: Cassim - Leïla Bekhti: Morgiane - Fiorella Campanella: Kenza - Marc Ruchmann: Sliman - Ken Duken: Séraphin - Thomas Trabacchi: Malik - Hammou Graïa: Yahya el visir - Mouss Diouf: el carpintero - Farida Rahouadj: Zubayda - Amidou: el califa - Karim Belkhadra: Youssef - David Martins: Toufik - Amel El Atrache: Fouzia - Hubert Saint-Macary: Al Miradjan - Doc Gynéco: Kif el genio - Luca Ward: Mustapha - Mohamed Khouyi: Embajador - Ahmed Farah: Embajador - Ahmed Reddani: Embajador* Nicky Marbot : Clodic - Abdelkader Lofti: el esclavista - Affif Ben Badra: Hassan - Lucien Layani: el zapatero - Mohamed El Mamoun: hijo Al Miradjan - Mohamed Erritab: hijo Al Miradjan | - Bertrand Ello: Eunuque harem - Mohamed Majd: el imam - Yassin Taha: el niño pequeño - Farid Regragui: le chef de los centinelas - Alain Stern: Mokhtar el cocinero - Aazam Bahloul: el pregonero - Mohamed Nesrate: el vendedor de joyas - Abdesselam Bouhasni: el soldado/marino - Mehdi: el cadi - Déborah Amsellem: niña harem - Olivia Barreau: niña harem - Mathilde Mosnier: niña harem - Mahmoudi M'Barek: jefe de patrulla - Mostafa Hnini: guardia del palacio - Anwar Bounia: paisano - Mohamed Choubi: paisano - Mohamed Mahraoui Tziri: comprador de esclavos - Malek Akhmiss: es espectador - Fadwa El Mamoune: un transeúnte - Hicham Jamaleddine: el transeúnte - Faycal Attougui: el ladrón - Pierre Vial: el mendigo - Hami Belal: el vendedor de vegetales - Pierre Aknine: un transeúnte (no acreditado) - Jacques Spiesser: el juez (no acreditado) |

## Rodaje
El rodaje tuvo lugar íntegramente en Marruecos, especialmente en Marrakech y Uarzazat.